# Frýdek-Místek

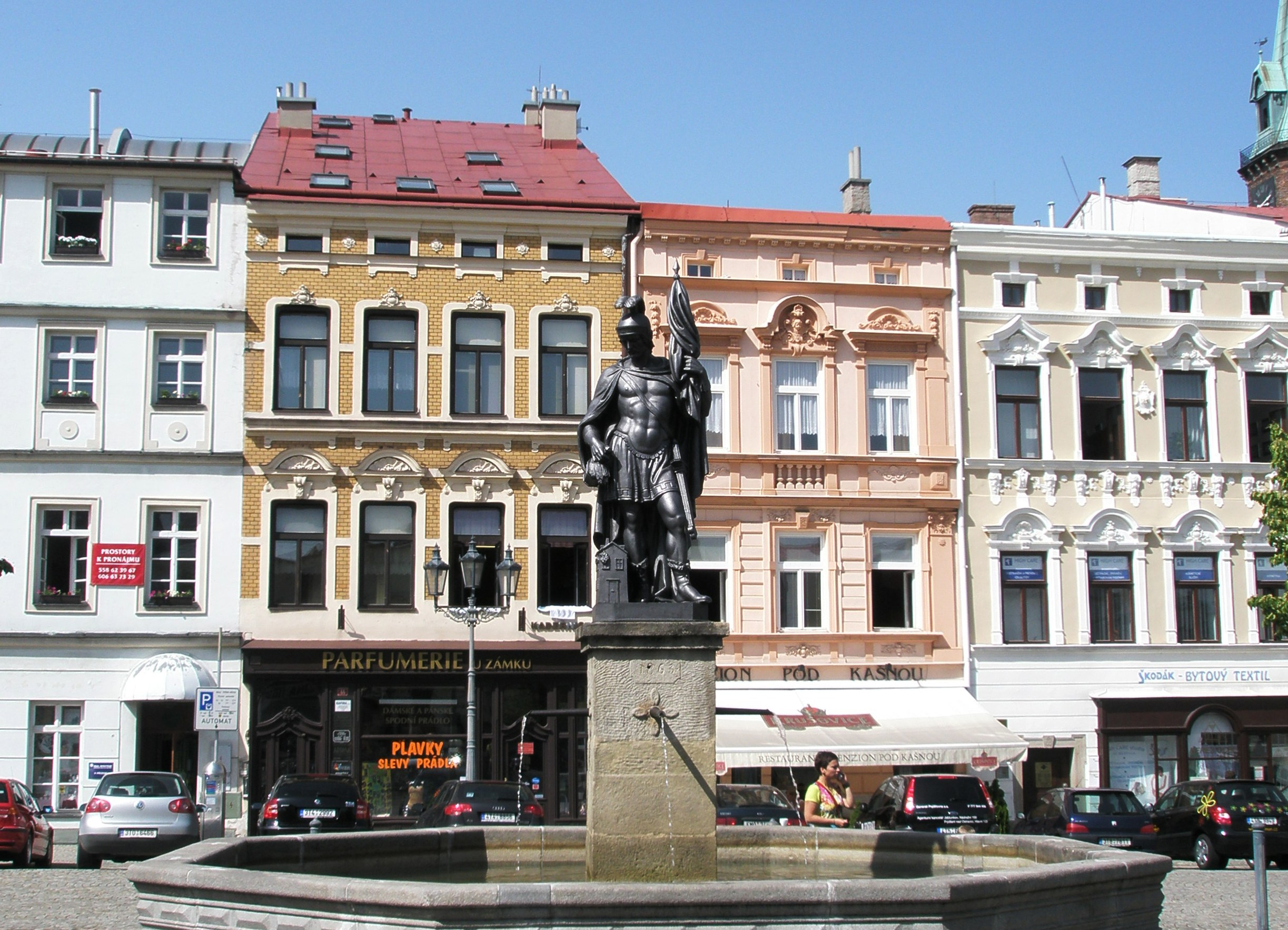
Thành phố với tượng Saint Florian

Frýdek-Místek (phát âm tiếng Séc: [ˈfriːdɛk ˈmiːstɛk], tiếng Ba Lan: Frydek-Mistek; tiếng Đức: Friedeck-Mistek) là một thành phố thuộc vùng Moravia-Silesia của Cộng hòa Séc. Thành phố có tổng diện tích 52 km2. Theo điều tra năm 2009 là 59.821 người.
Đây là trung tâm hành chính huyện Frýdek-Místek. Nó bao gồm hai thị trấn trước đây là độc lập, Frýdek và Místek, phân chia qua sông Ostravice. Frýdek, phía đông của dòng sông, là một phần của khu vực lịch sử của Těšín Silesia.
Thời tiết: Mùa đông lạnh và nhiều mây những ngày mùa đông ngắn là chủ yếu, có tuyết rơi. Nhiệt độ trung bình của tháng một là khoảng -5 °C (23 °F). Mùa hè thường ấm áp, nhiều mưa. Nhiệt độ trung bình của tháng bảy là khoảng 18 °C (64 °F).
Nhiệt độ cao nhất là: 35,9 °C Nhiệt độ thấp nhất là: -34,8 °C

## Thành phố, thị xã kết nghĩa
Frýdek-Místek kết nghĩa với:
| - Bielsko-Biała, Ba Lan - Mysłowice, Ba Lan - Žilina, Slovakia - Ames, Iowa, Hoa Kỳ | - Gradačac, Bosnia và Herzegovina - Nicaea, Hy Lạp - Uryupinsk, Nga |

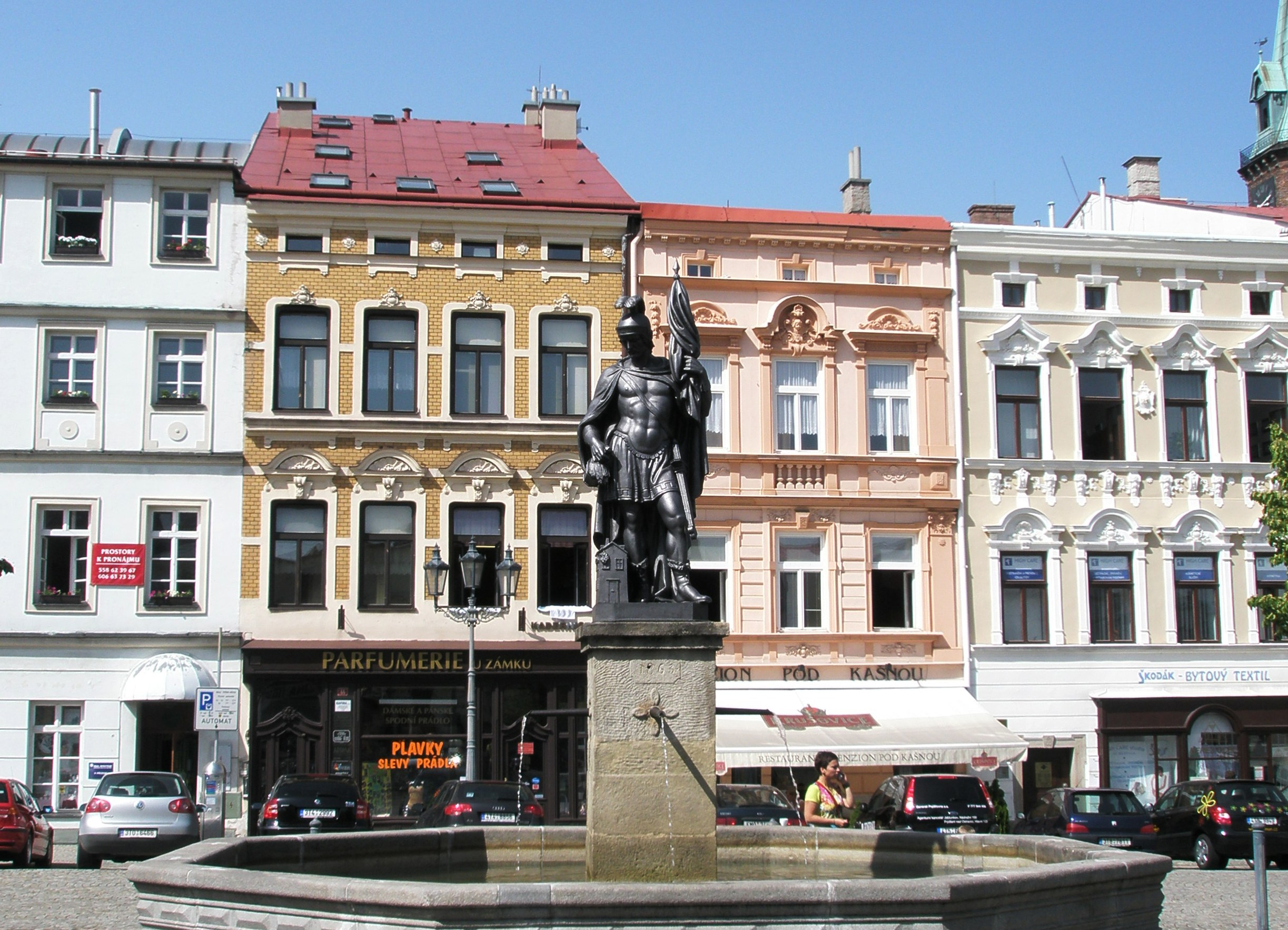
Thành phố với tượng Saint Florian